# Test parafinowy
Test parafinowy – technika śledcza badania mikrośladów, polegająca na sprawdzeniu, czy na ciele (zwłaszcza na dłoniach) badanego nie pozostały ślady wystrzału z broni palnej, w tym ślady gazów wylotowych (azotany i azotyny). Test polega na pokryciu ciała ciepłą parafiną, która rozszerza pory i wchłania ewentualne zanieczyszczenia (takie jak drobiny prochu), które mogą zostać następnie wykryte i zbadane za pomocą specjalistycznych analiz chemicznych.
Test parafinowy nie należy do testów jednoznacznie rozstrzygających ze względu na to, że na obecność śladów strzału mogą mieć wpływ różne czynniki (typ broni, warunki atmosferyczne, próby zacierania śladów, inne źródła mikrośladów, itp.). Ze względu na naturalne procesy biologiczne (jak złuszczanie naskórka) winien być przeprowadzany stosunkowo szybko, nie później niż w ciągu ok. 72 godzin od zajścia. 
Test bywa stosowany zarówno wobec osób podejrzanych (jako jeden z dowodów użycia przez nich broni), jak i wobec ofiar (np. w celu określenia odległości, z jakiej do nich strzelano).